# 苏里南共产党
苏里南共产党（荷蘭語：Kommunistische Partij van Suriname）是苏里南的一个已不存在的共产主义政党。该党于1981年6月24日由布拉姆·贝尔创立。该党奉行霍查主义，并且在政治上亲阿尔巴尼亚。
虽然该党在1981年才正式成立，但早在1977年便以民主人民阵线的名义参加1977年的大选，不过该党不曾有成员入选苏里南的任何政治机构。冷战结束后，该党逐渐消亡。